# Ядрено-магнитен резонанс
 Тази статия е за физично явление.  За техниката в медицината вижте Магнитно-резонансна томография.  
| ЯМР спектрометър |  | Медицински ЯМР |
| ЯМР спектрометър |  | Медицински ЯМР |

Ядрено-магнитният резонанс или по-често във физиката като ядрен магнитен резонанс (ЯМР) е физично явление, при което атомни ядра с различен от нула спин, поставени в магнитно поле, поглъщат и повторно излъчват в условието на резонанс поради преориентацията на магнитния им момент. Специфичната честота на резонанса зависи от силата на магнитното поле и вида на атомния изотоп. Най-често използвани изотопи са 1H и 13C.
ЯМР дава възможност да се наблюдават специфични квантови магнитни свойства на атомното ядро. Прилага се при изучаването на обекти и явления в молекулната физика, кристалографията и др. чрез ЯМР спектроскопия.
В медицината ЯМР се прилага широко в апаратите за магнитно-резонансна томография като нерентгенов метод за изобразяване на органи, различни части на човешкото тяло. Снимат се образи на нервната система, мозъка, гръбначния стълб, меките тъкани, скелета, мускулите, ставите, сърдечно-съдовата система и други. ЯМР се приема като метод с висока диагностична стойност, подходящ особено при пациенти, на които се налага за кратко време да се направят няколко последователни изследвания и да се избегне рентгеновото лъчение.